# あんさんぶるスターズ!! ESアイドルソング season2
「あんさんぶるスターズ!! ESアイドルソング season2」（あんさんぶるスターズ アンサンブルスクエア アイドルソング シーズンツー）は、2021年6月9日からリリースされているキャラクターソングCDシリーズ。

## 概要
Happy Elementsが提供する携帯電話ゲーム「あんさんぶるスターズ!!」のキャラクターソングシリーズ「ESアイドルソング」の第2弾。発売元はフロンティアワークス、Happy Elements。
公式サイト上で、「ESアイドルソング Extra fine & Eden」もシリーズに該当しているのでそれもこちらに掲載する。

## fine
2021年6月9日発売。「ユニットソングCD」から通算すると「fine」の5thシングル。
収録曲
1. 恋はプリマヴェーラ!
作詞：こだまさおり、作曲・編曲：板垣祐介
2. Never-ending Stage!!!!
作詞：松井洋平、作曲・編曲：三好啓太
3. 恋はプリマヴェーラ!（カラオケVer.）
4. Never-ending Stage!!!!（カラオケVer.）

## Ra*bits
2021年7月7日発売。「ユニットソングCD」から通算すると「Ra*bits」の5thシングル。
収録曲
1. FALLIN’ LOVE=IT’S WONDERLAND
作詞：松井洋平、作曲・編曲：INN
2. うさぎの森の音楽会
作詞：こだまさおり、作曲：桑原聖 (Arte Refact)、編曲：脇眞富 (Arte Refact)
3. FALLIN’ LOVE=IT’S WONDERLAND（カラオケVer.）
4. うさぎの森の音楽会（カラオケVer.）

## Crazy:B
2021年7月14日発売。「ユニットソングCD EXTRA」から通算すると「Crazy:B」の3rdシングル。
収録曲
1. 指先のアリアドネ
作詞：こだまさおり、作曲：宮下浩司、編曲：本間昭光（bluesofa）
2. Noisy:Beep
作詞：松井洋平、作曲・編曲：山田竜平
3. 指先のアリアドネ（カラオケVer.）
4. Noisy:Beep（カラオケVer.）

## Knights
2021年9月22日発売。「ユニットソングCD」から通算すると「Knights」の5thシングル。
収録曲
1. Mystic Fragrance
作詞：松井洋平、作曲・編曲：h-wonder
2. Castle of my Heart
作詞：こだまさおり、作曲：SHIBU＆YU-G、編曲：SHIBU
3. Mystic Fragrance（カラオケVer.）
4. Castle of my Heart（カラオケVer.）

## Eden
2021年11月24日発売。「ユニットソングCD EXTRA」から通算すると「Eden」の3rdシングル。
収録曲
全作詞：松井洋平
1. EXCEED
作曲：叶人＆片山将太、編曲：片山将太
2. Psyche’s Butterfly
作曲：本多友紀（Arte Refact）、編曲：河合泰志（Arte Refact）
3. EXCEED（カラオケVer.）
4. Psyche’s Butterfly（カラオケVer.）

## 紅月
2022年1月19日発売。「ユニットソングCD」から通算すると「紅月」の5thシングル。
収録曲
1. 月光奇譚
作詞：松井洋平、作曲・編曲：飯塚昌明
2. 夜空、然りとて鵲は
作詞：こだまさおり、作曲・編曲：伊藤和馬（Arte Refact）
3. 月光奇譚（カラオケVer.）
4. 夜空、然りとて鵲は（カラオケVer.）

## UNDEAD
2022年1月19日発売。「ユニットソングCD EXTRA」から通算すると「UNDEAD」の5thシングル。
収録曲
全作詞：こだまさおり
1. FORBIDDEN RAIN
作曲・編曲：栗原暁 (Jazzin' park)
2. Savage Love Affair
作曲・編曲：佐藤厚仁（Dream Monster)
3. FORBIDDEN RAIN（カラオケVer.）
4. Savage Love Affair（カラオケVer.）

## 流星隊
2022年2月2日発売。「ユニットソングCD EXTRA」から通算すると「流星隊」の5thシングル。
収録曲
1. 熱血☆流星忍法帖
作詞：こだまさおり、作曲・編曲：ヒゲドライバー
2. Heart Heat Beat
作詞：松井洋平、作曲・編曲：山本玲史
3. 熱血☆流星忍法帖（カラオケVer.）
4. Heart Heat Beat（カラオケVer.）

## Trickstar
2022年3月9日発売。「ユニットソングCD」から通算すると「Trickstar」の5thシングル。
収録曲
1. Finder Girl
作詞：こだまさおり、作曲・編曲：SHOW（Digz, Inc. Group）
2. Unstoppable Love!
作詞：松井洋平、作曲・編曲：KoTa
3. Finder Girl（カラオケVer.）
4. Unstoppable Love!（カラオケVer.）

## ALKALOID
2022年3月23日発売。「ユニットソングCD」から通算すると「ALKALOID」の3rdシングル。
収録曲
1. Believe 4 leaves
作詞：松井洋平、作曲・編曲：岩瀬晃二郎
2. Hysteric Humanoid
作詞：こだまさおり、作曲・編曲：佐藤厚仁（Dream Monster)
3. Believe 4 leaves（カラオケVer.）
4. Believe 4 leaves（カラオケVer.）

## 2wink
2022年4月6日発売。「ユニットソングCD」から通算すると「2wink」の5thシングル。
配信委託会社の不備により、一部のダウンロード配信サービスにて単曲の販売価格に誤りあったが訂正（[正]1曲255円）されている。
収録曲
1. Swee2wink Love Letter
作詞：こだまさおり、作曲・編曲：kz（livetune）
2. POLYPHONIC WORLD
作詞：松井洋平、作曲：浅利進吾、編曲：陶山隼
3. Swee2wink Love Letter（カラオケVer.）
4. POLYPHONIC WORLD（カラオケVer.）

## Switch
2022年5月11日発売。「ユニットソングCD」から通算すると「Switch」の4thシングル。
収録曲
1. Brilliant Smile
作詞：松井洋平、作曲・編曲：R・O・N
2. A little bit UP!!
作詞：こだまさおり、作曲・編曲：水野谷怜（Arte Refact）
3. Brilliant Smile（カラオケVer.）
4. A little bit UP!!（カラオケVer.）

## Valkyrie
2022年5月11日発売。「ユニットソングCD」から通算すると「Valkyrie」の4thシングル。
収録曲
1. Acanthe
作詞・作曲：分島花音、編曲：千葉"naotyu-"直樹
2. 麗しのナイチンゲール
作詞：こだまさおり、作曲・編曲：須田悦弘(Relic Lyric, inc.)
3. Acanthe（カラオケVer.）
4. 麗しのナイチンゲール（カラオケVer.）

## Double Face
2022年5月25日発売。「Double Face」の2ndシングル。「MaM」としての曲も収録。
収録曲
1. No name yet
歌：Double Face
作詞：こだまさおり、作曲・編曲：佐々木裕
2. Sleeper Mystery Train
歌：Double Face
作詞：松井洋平、作曲：SHIBU＆YU-G、編曲：SHIBU
3. ハンズクラフト
歌：MaM
作詞：松井洋平、作曲・編曲：鋼鉄兄貴
4. No name yet（カラオケVer.）
5. Sleeper Mystery Train（カラオケVer.）
6. ハンズクラフト（カラオケVer.）

## Extra fine & Eden
2022年2月23日発売。「fine」と「Eden」の、ゲームで21年度年末に開催された『SS』楽曲を収録したシングル。『ESアイドルソング season2』の「Extra」で、通常シリーズ外の作品。
収録曲
1. Feathers of Ark
歌：fine
作詞：松井洋平、作曲：杉山勝彦、編曲：杉山勝彦＆谷地学＆石原剛志
2. Deep Eclipse
歌：Eden
作詞：こだまさおり、作曲：sty (Digz, Inc. Group)、編曲：Dirty Orange (Digz, Inc. Group)
3. Feathers of Ark（カラオケVer.）
4. Deep Eclipse（カラオケVer.）